# Chamilly
Chamilly ist eine französische Gemeinde mit 147 Einwohnern (Stand: 1. Januar 2022) im Département Saône-et-Loire in der Région Bourgogne-Franche-Comté. Die Gemeinde gehört zum Arrondissement Chalon-sur-Saône und zum Kanton Chagny. Die Bewohner werden Chamilliacois und Chamilliacoises genannt.

## Geografie
Chamilly liegt etwa 16 Kilometer nordwestlich von Chalon-sur-Saône. Zahlreiche Weinsorten werden hier im Weinbaugebiet Bourgogne angebaut. Umgeben wird Chamilly von den Nachbargemeinden Saint-Gilles im Norden und Nordwesten, Cheilly-lès-Maranges im Norden, Chassey-le-Camp im Osten und Nordosten, Aluze im Süden sowie Dennevy im Westen.

## Bevölkerungsentwicklung
| Jahr                       | 1962 | 1968 | 1975 | 1982 | 1990 | 1999 | 2006 | 2013 | 2020 |
| Einwohner                  | 134  | 121  | 120  | 134  | 127  | 117  | 121  | 137  | 147  |
| Quellen: Cassini und INSEE |      |      |      |      |      |      |      |      |      |

## Sehenswürdigkeiten
- Romanische Kirche Saint-Pierre-et-Saint-Paul aus dem 12. und 16. Jahrhundert, seit 1972 als Monument historique eingeschrieben
- Schloss Chamilly aus dem 17. Jahrhundert, seit 2015 als Monument historique eingeschrieben

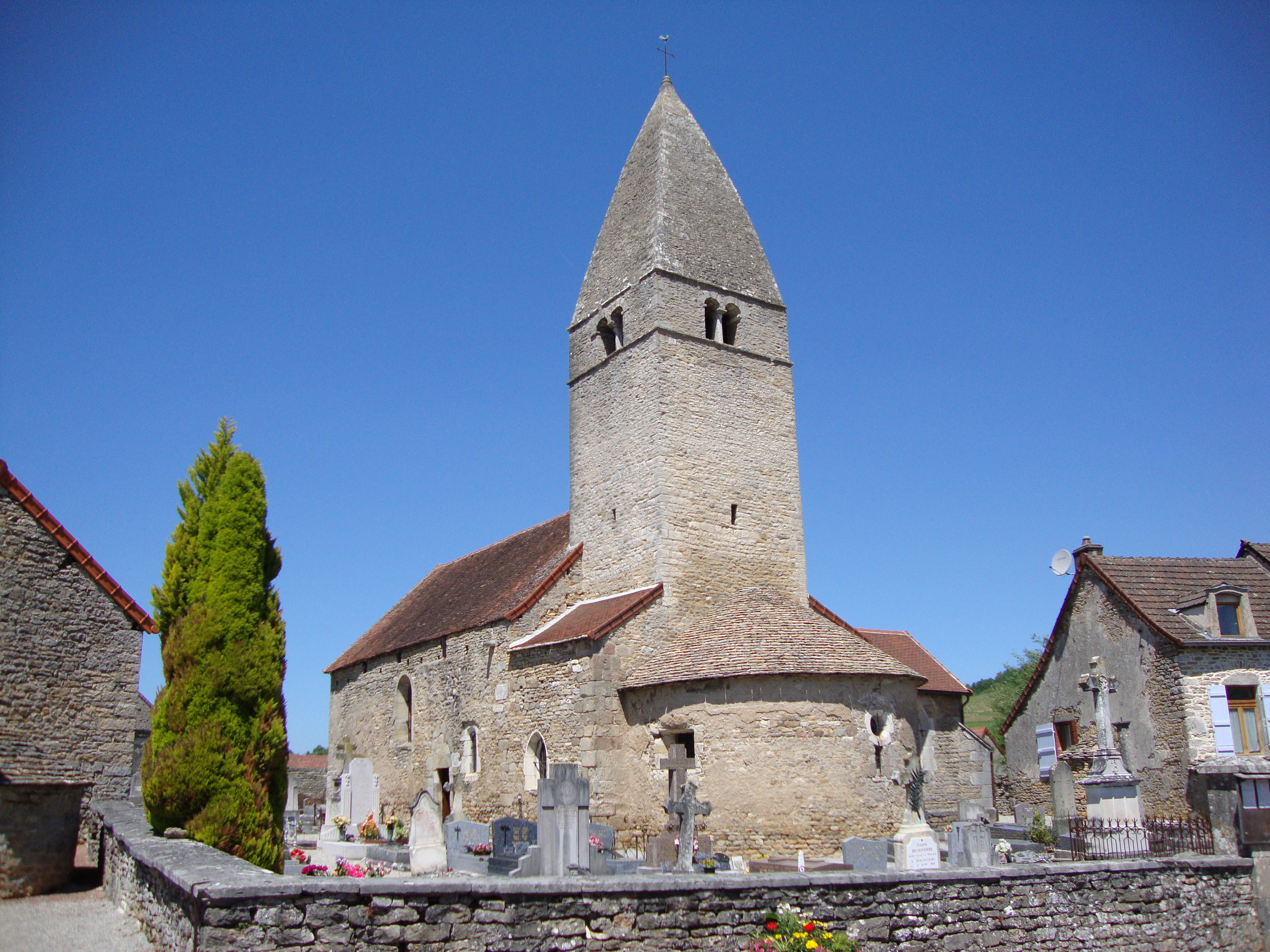
Kirche Saint-Pierre-et-Saint-Paul
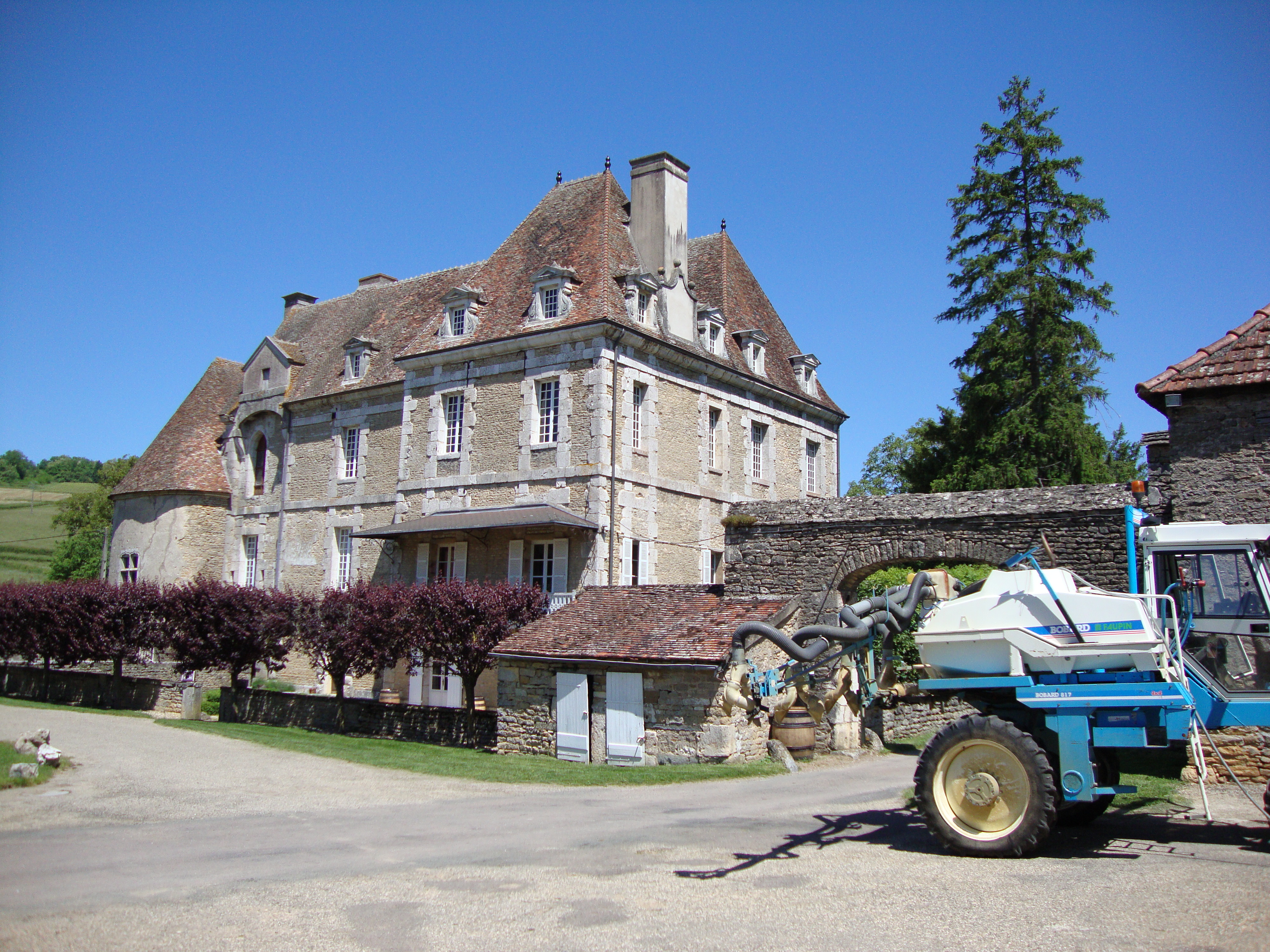
Schloss Chamilly

## Persönlichkeiten
- Noël Bouton (1636–1715), Aristokrat und Militär aus der Familie Bouton